# أبو طيط
الأبو طيط أو النبَّاح أو السُّلَّاء (الاسم العلمي: Vanellus) (بالإنجليزية: Lapwing) هو جنس من الطيور يتبع الفصيلة الزقزاقية من رتبة الزقزاقيات. هو طائر طويل الساق بحجم طير الحمام ذو قُنزُعة سوداء. ويوجد 24 نوع معروف من هذا الطائر. سمي بابي طيط لانه يصدر صوتا اشبه بالضرطة عندما يرفرف جناحيه

## أنواع الأبو طيط
- أبو طيط أبيض الذيل (الاسم العلمي:Vanellus leucurus)
- أبو طيط أبيض الرأس (الاسم العلمي:Vanellus albiceps)
- أبو طيط أسود الجناح (الاسم العلمي:Vanellus melanopterus)
- أبو طيط أسود الرأس (الاسم العلمي:Vanellus tectus)
- أبو طيط أصفر اللغد (الاسم العلمي:Vanellus malarbaricus)
- أبو طيط أنديزي (الاسم العلمي:Vanellus resplendens)
- أبو طيط بني الصدر (الاسم العلمي:Vanellus superciliosus)
- أبو طيط تشيلي (الاسم العلمي:Vanellus chilensis)
- أبو طيط جاوي (الاسم العلمي:Vanellus macropterus)
- أبو طيط ذو العرف (الاسم العلمي:Vanellus vanellus)
- أبو طيط رمادي (الاسم العلمي:Vanellus cinereus)
- أبو طيط سميك المنقار (الاسم العلمي:Vanellus crassirostris)
- أبو طيط سنغالي (الاسم العلمي:Vanellus lugubris)
- أبو طيط شوكي (الاسم العلمي:Vanellus spinosus)
- أبو طيط ضافر (الاسم العلمي:Vanellus senegallus)
- أبو طيط مبرقش (الاسم العلمي:Vanellus cayanus)
- أبو طيط متوج (الاسم العلمي:Vanellus coronatus)
- أبو طيط مخطط (الاسم العلمي:Vanellus tricolor)
- أبو طيط مسلح (الاسم العلمي:Vanellus armatus)
- أبو طيط مقنع (الاسم العلمي:Vanellus miles)
- أبو طيط منقط الصدر (الاسم العلمي:Vanellus melanocephalus)
- أبو طيط مؤنس (الاسم العلمي:Vanellus gregarius)
- أبو طيط نهري (الاسم العلمي:Vanellus duvaucelii)
- أبو طيط هندي (الاسم العلمي:Vanellus indicus)
- زقزاق مصري (الاسم العلمي:Vanellus spinosus)

## أنواع
أنواع هذا الجنس:
- كود سباركل
- تحديث القائمة

أبو طيط ذو العرف 
اسم علمي: Vanellus vanellus

أبو طيط رمادي 
اسم علمي: Vanellus cinereus

أبو طيط سنغالي 
اسم علمي: Vanellus lugubris

قطقاط أبيض الذيل 
اسم علمي: Vanellus leucurus

قطقاط اجتماعي 
اسم علمي: Vanellus gregarius

قطقاط أحمر اللغد 
اسم علمي: Vanellus indicus

قطقاط أسود الرأس 
اسم علمي: Vanellus tectus

قطقاط شوكي الجناح 
اسم علمي: Vanellus spinosus